# Jakob Ludwig Graubner
Jakob Ludwig Graubner (* 12. August 1775 in Adorf; † 20. Dezember 1857 in Frankfurt am Main) war ein deutscher Kaufmann und Abgeordneter.

## Leben
Graubner lebte als Kaufmann in Frankfurt am Main. Zunächst war er Teilhaber der Firma Schulze und Graubner und dann Jakob Ludwig Graubner und Söhne. Das Geschäft für Wechsel, Kommission und Spedition befand sich auf der Zeil. Von 1822 bis 1828 war er Mitglied der Frankfurter Handelskammer.
Von 1835 bis 1836 war er auch Mitglied im Gesetzgebenden Körper der Freien Stadt Frankfurt.